# Alphen (Noord-Brabant)

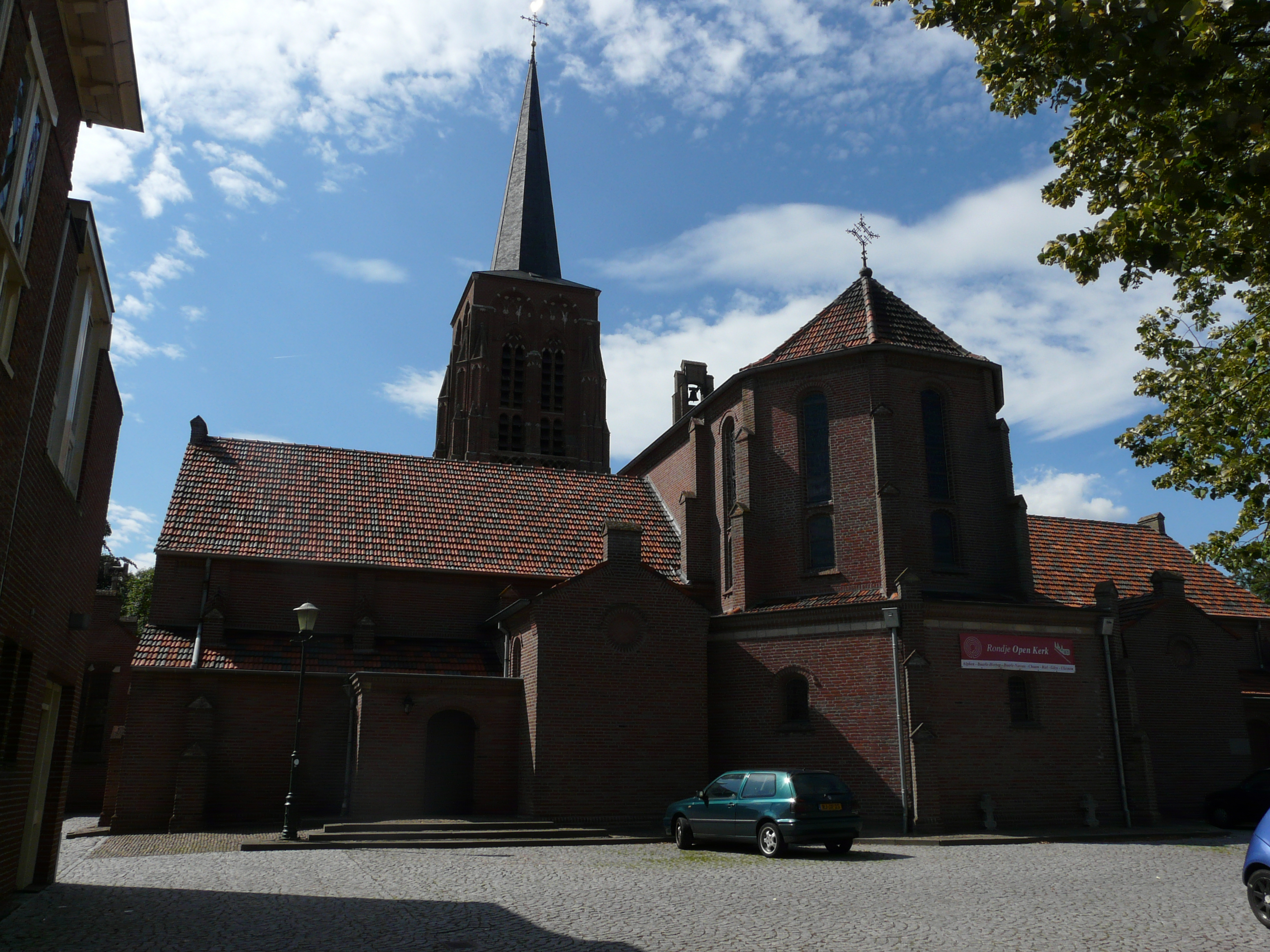
Heilige Willibrorduskerk

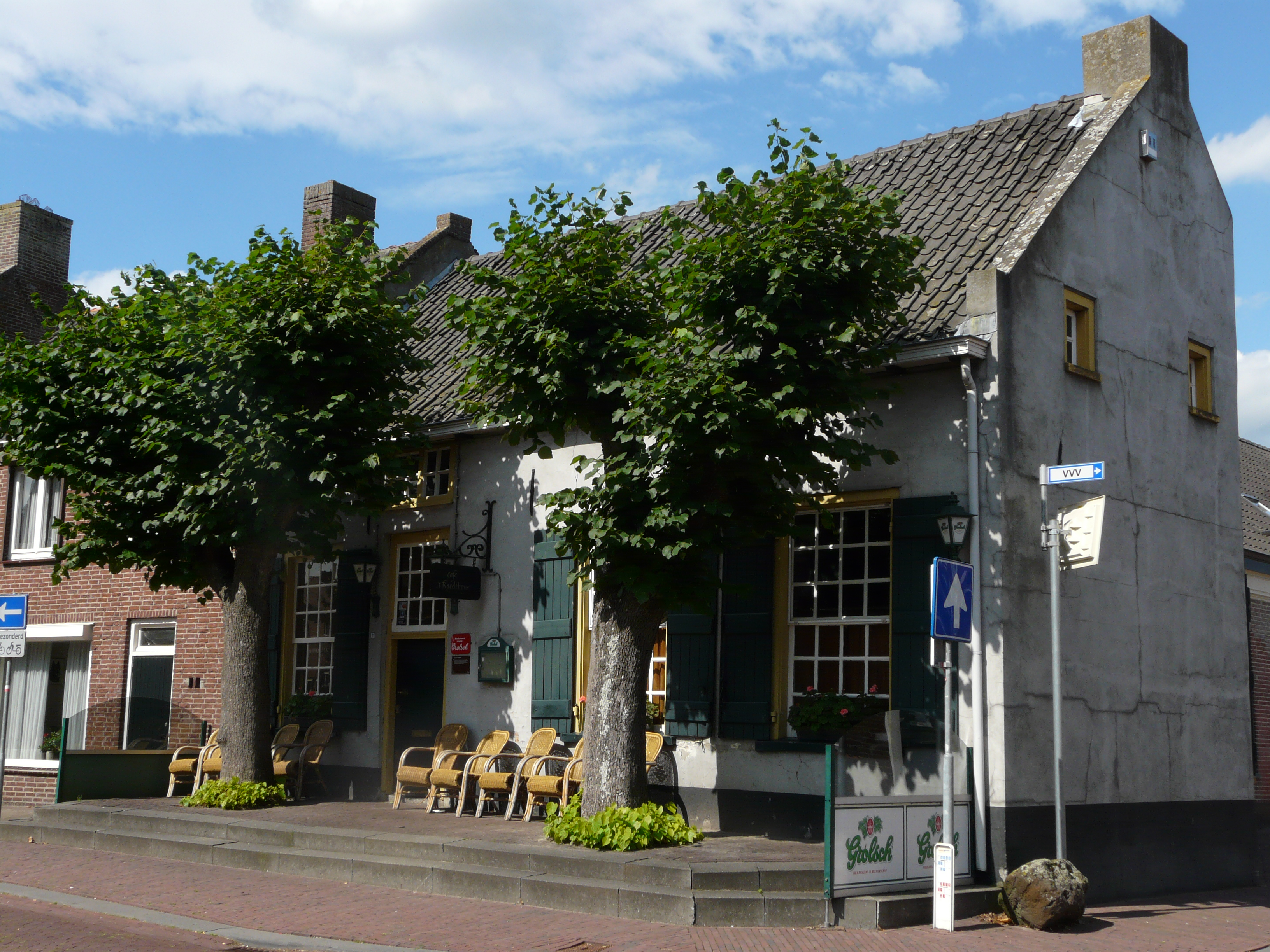
Café 't Raedthuys

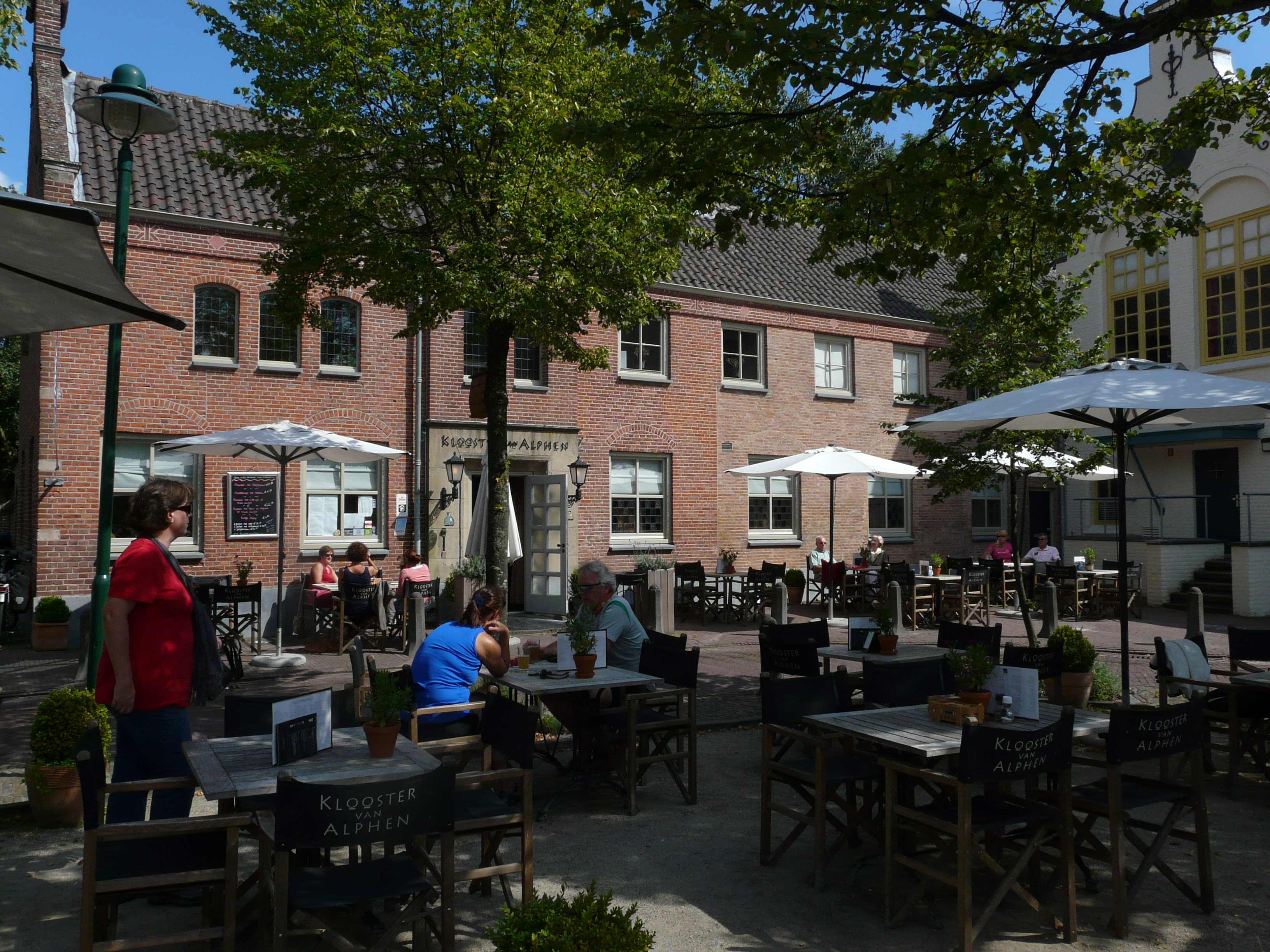
Klooster van Alphen

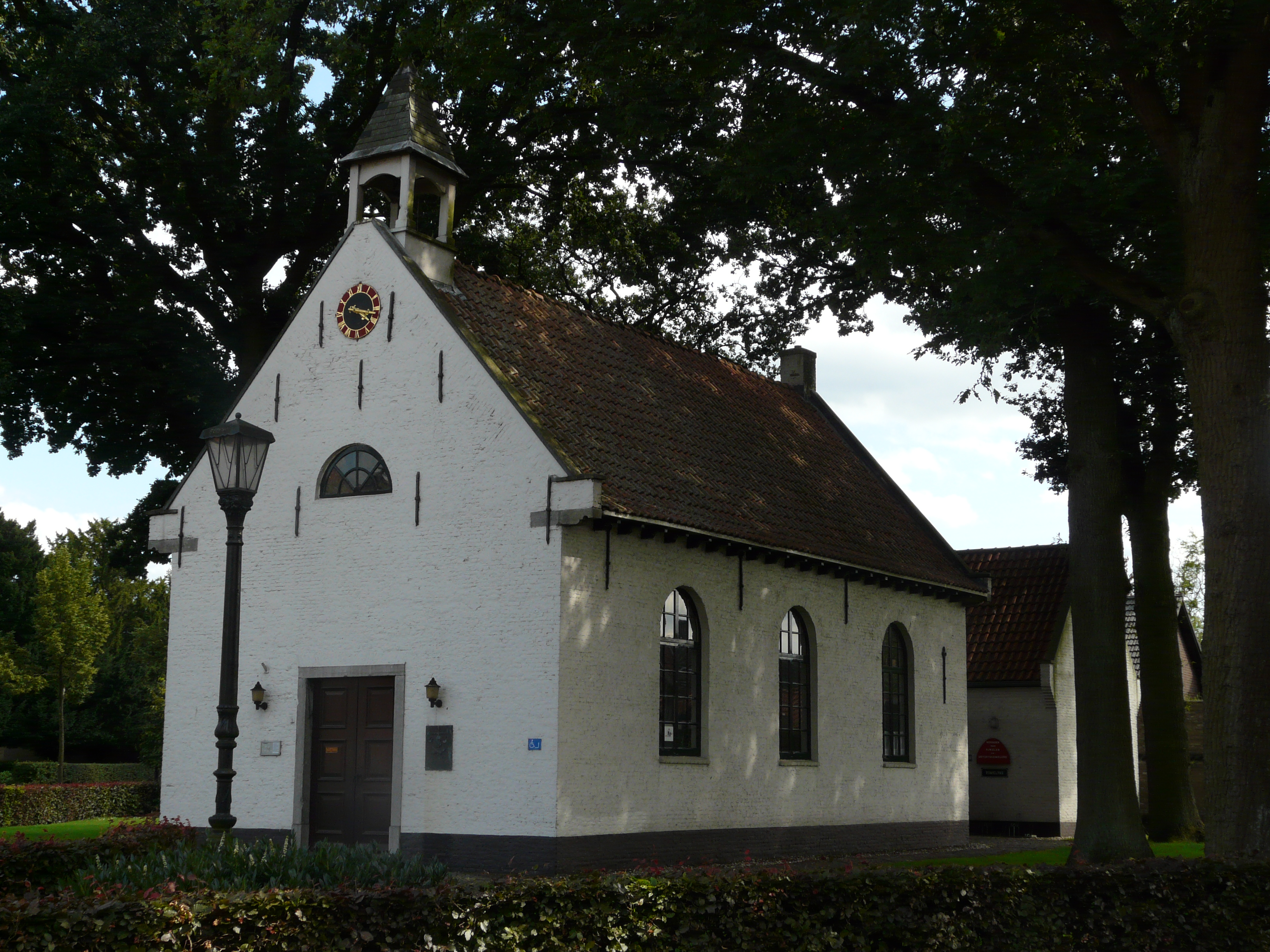
Oudheidkundig Streekmuseum Alphen

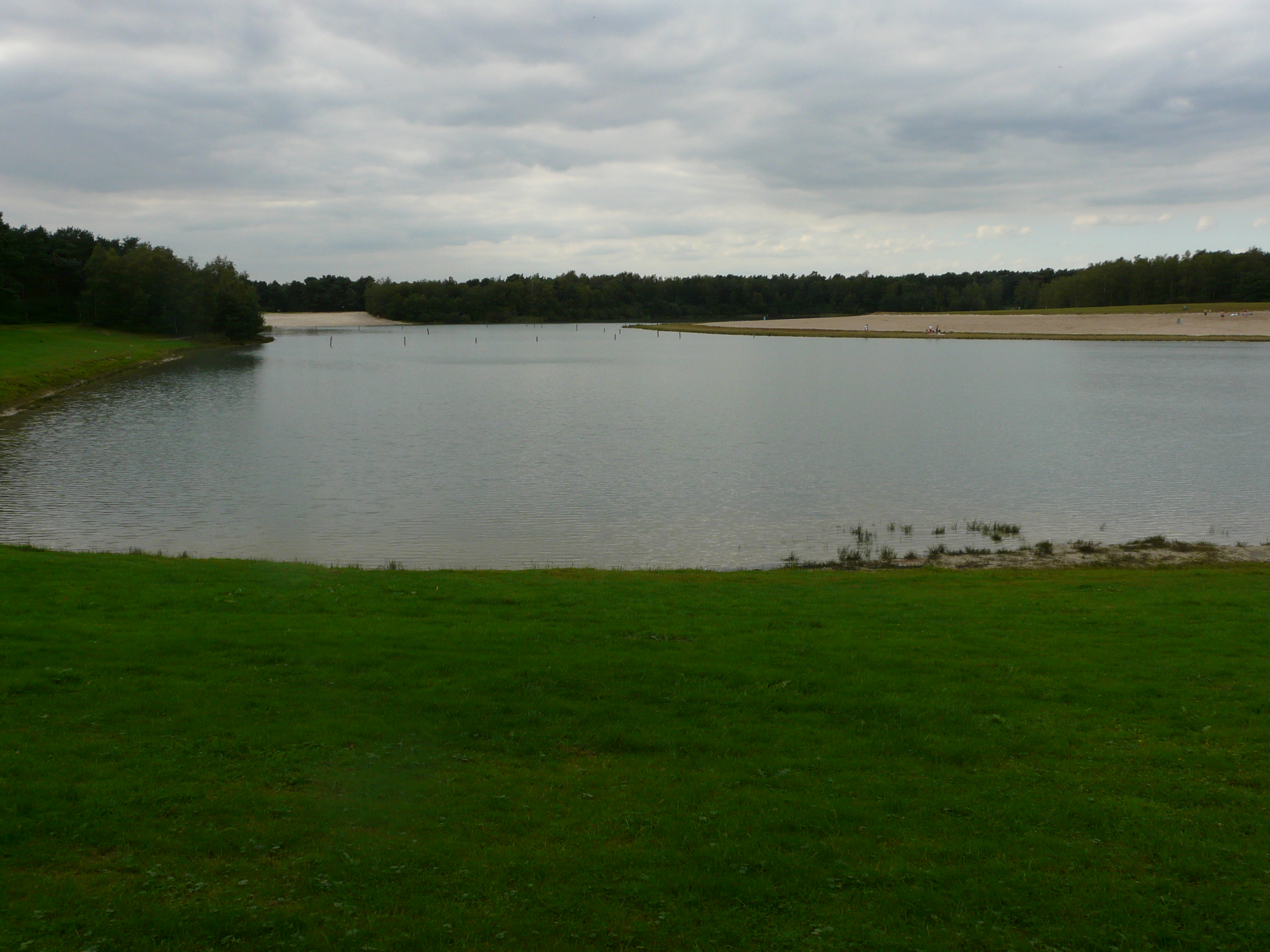
Natuurbad 't Zand

Alphen is een dorp in de gemeente Alphen-Chaam, in de Nederlandse provincie Noord-Brabant. Het dorp is gelegen tussen Riel en Baarle-Nassau en in de buurt van Tilburg en Breda en telt 4.340 inwoners (CBS).

## Toponymie
De naam Alphen wordt wel verklaard uit het Germaanse alf-heim, wat dan zoiets als woonplaats van elfen betekent. Dit is echter een bijzonder romantische weergave van de herkomst van de naam Alphen. Aannemelijker is de verklaring van alf vanuit een water. In dat geval is de naam Alphen als alf-heim te herleiden naar woonplek aan een waterloop. Bij Alphen ontspringt namelijk de Dorpswaterloop, die uitmondt in de Leij.
Een andere aannemelijke afleiding van de naam van Alphen zou van alv kunnen zijn, dat dan staat voor kalkhoudende zandgrond, of alben, dat dan staat voor lichtgekleurde klei. Hierdoor zou men de plaatsnaam Alphen kunnen herleiden naar een woonplaats (heim) op kalkhoudende zandgrond, of woonplaats (op een plek) bij lichtgekleurde klei.

## Geschiedenis

### Voorgeschiedenis
Alphen ligt op een dekzandrug. In de omgeving van Alphen zijn tal van prehistorische vondsten gedaan die duiden op vroege bewoning van deze streek. Deze gaat terug tot 2000 à 3000 jaar v.Chr. De Romeinen legden een heerbaan aan van Bavay, langs Edingen, tussen het huidige Antwerpen en Mechelen door, via het huidige Alphen naar Nijmegen. Ook was er de Maastrichtse Baan die van Dordrecht naar Tongeren en Maastricht liep.
Het dorp werd voor het eerst vermeld in het Liber Aureus van de Abdij van Echternach, waarin het jaartal 21 mei 709 werd opgetekend. In dat jaar zou de allodiale heer Engelbert uit Alphen aanzienlijke bezittingen aan deze abdij hebben geschonken. Ook zou er in dit jaar een kerk te Alphen zijn gesticht. De parochie is later dan ook aan de Heilige Willibrordus gewijd, die van deze abdij afkomstig was en de omgeving van Alphen gekerstend heeft. In de 2e helft van de 12e eeuw zijn de bezittingen geleidelijk aan de Abdij van Tongerlo. Uiteindelijk kwam het wereldlijk bestuur aan de Heren van Breda en behoorde Alphen dan ook tot de Baronie van Breda.

### Tempeliers
Ook lag nabij Alphen, en wel bij het kruispunt der heerbanen, de Commanderij van de Tempeliers, Ter Brake. Dit was de enige Commanderij van de Tempeliers in Nederland. Ze was gelegen nabij de huidige Prinsenhoef, ongeveer 1 km ten zuidoosten van de huidige dorpskern. Hoewel niet met zekerheid bekend, is de Commanderij waarschijnlijk in 1144 gesticht. Vermoedelijk zijn de Heren van Breda bij deze stichting betrokken geweest. Zij deelden het recht op de lage rechtspraak met deze heren. Ook verwierven zij goederen in een aantal buurtschappen nabij het huidige Alphen, alsmede in Chaam. In Alphen bezaten ze een molen en het molenrecht. Vanaf 1236 tot 1311 zijn er oorkonden voorhanden waarin bepaalde rechten voor de Commanderij Ter Brake werden afgebakend. De orde werd echter in 1312 opgeheven, waarna de bezittingen van de Tempeliers in handen van de Johannieter Orde kwamen. Uit 1313 stamt een lijst van bezittingen en rechten van de Tempeliers, die werd opgesteld in het kader van de overdracht. Over het lot van de Alphense Tempeliers is niets met zekerheid bekend. Mogelijk zijn ze opgegaan in de Johannieter Orde.
De Commanderij kwam uiteindelijk in particuliere handen en werd in 1698 verbouwd tot boerderij: De Princehoef. Daarin zijn ongetwijfeld muurresten van het eerdere gebouw verwerkt geweest. Het is echter denkbaar dat deze voorganger eerst door de Johannieters is gebouwd. Deze Princehoef werd in 1860 afgebroken en vervangen door een gewone boerderij die tegenwoordig de naam Prinsenhoef draagt. Voorts was er een kleine kapel die in 1830 werd afgebroken, nadat ze sedert 1648 niet meer voor de eredienst werd gebruikt. De gracht werd eind 19e eeuw gedempt. De visvijver, Braakewouwer genaamd, was 250 m lang en 20 m breed. Ze werd in 1900 gedempt. De monumentale lindeboom werd in 1924 omgehakt en verwerkt tot brandhout. Aldus is er van de Commanderij Ter Brake vrijwel geen bovengronds restant meer te vinden, op enkele oneffenheden in de bodem na.

### Bestuurlijk en kerkelijk
Alphen was een heerlijkheid in de zin dat diverse jongere zoons van de Heren van Breda zich tooiden met de titel: Heer van Alphen. In 1229 betrof dit Gillis van Breda, daarna Isentrudis die huwde met Gillis van Oudenaarde, en daarna met Godevaart van Wezemaal. Vervolgens kwam de heerlijkheid, samen met Ulvenhout, aan Filips van Liedekerke, die zoon was van Raso van Gavere, welke heer was van Breda en Liedekerke. In 1342 kwam de heerlijkheid aan Willem van Duivenvoorde en vervolgens aan Jan van Polanen.
In 1542 werd het dorp door de Gelderse troepen van Maarten van Rossum gansch afgebarndt, en ook in de daaropvolgende jaren vond plondering, brantschatting en verwoesting plaats.
Het patronaatsrecht van de Alphense parochie was van 1175 tot 1833 in handen van de Norbertijnen van de Abdij van Tongerlo, die hier in de 13e eeuw heel wat bezittingen verkregen. De laatgotische Sint-Willibrorduskerk werd gebouwd vanaf 1500 maar de kerk werd in 1909 gesloopt ten behoeve van de bouw van een neogotische kerk, enkel de toren bleef gespaard.

### Nieuwe tijd
In 1867 kreeg Alphen een station aan het Bels Lijntje. In 1934 werd dit weer gesloten voor reizigersverkeer.
In oktober 1944 werd in Alphen zwaar gevochten. Kerk, klooster en tal van huizen werden verwoest.
Tot 1997 was Alphen de hoofdplaats van de gemeente Alphen en Riel. Deze gemeente is bij herindeling opgeheven, waarna Alphen samen met Chaam de nieuwe gemeente Alphen-Chaam is geworden. Hierbij is het nabijgelegen dorp Riel overgegaan naar de gemeente Goirle.
Tegenwoordig is Alphen een klein dorp dat vooral van de landbouw en het toerisme leeft, terwijl het tevens een bescheiden bedrijventerrein bezit.

## Bezienswaardigheden
- Café 't Raedthuys, uit 1645, aan de Heuvelstraat. Het was oorspronkelijk een langgevelboerderij en vervulde allerlei functies, waaronder die van woonhuis. In de huidige staat is het een verdiepinghuis. Het heeft uiteindelijk de functie van raadhuis vervuld tot er tegenover een nieuw raadhuis werd gebouwd dat tegenwoordig ook niet meer als zodanig dienstdoet. Pas sedert 1979 is het een café, maar delen van het oorspronkelijke interieur, zoals vloer, zoldering, bedstee en schouw, zijn nog intact.
- Sint-Willibrorduskerk, met laatgotische toren uit 1500 en huidige kerk uit 1955
- Woonhuis aan Molenstraat 8, met een trapgevel uit 1614-1619 en de rest nog iets ouder. Omstreeks 1700 werd nog een vleugel bijgebouwd waarin een brouwerij gevestigd was. In 1944 liep het gebouw oorlogsschade op maar het werd in 1965-1966 gerestaureerd.
- De Hoevens, een boerderijcomplex aan de Goorstraat 2. Oorspronkelijk was dit een pachthoeve van de Abdij van Tongerlo. In 1918 werd het landgoed aangekocht door de Tilburgse textielfamilie Blomjous. Een jachtkamer werd aangebouwd, ontworpen door Jan van der Valk. In 2003 werd het gehele complex geklasseerd als Rijksmonument. De vierbeukige Vlaamse schuur stamt oorspronkelijk uit de 15e eeuw maar is in de huidige vorm jonger, ze werd in 2001 gerestaureerd. Voorts is er een bakhuis dat waarschijnlijk 19e-eeuws is, een karreschuur uit de 18e eeuw en een schuur uit de 17e en 18e eeuw.
- Voormalig klooster, gesticht in 1864. Er was een meisjesschool aan verbonden. Het gebouw werd zwaar beschadigd in 1944 en in 1956 herbouwd. Na het vertrek van de zusters werd het klooster in 2002 gerestaureerd, waarna er een café-brasserie in kwam.
- Voormalige noodkerk die van 1945 tot 1954 dienst heeft gedaan, toen de Heilige Willibrorduskerk onbruikbaar was wegens oorlogsschade. Tegenwoordig een buurthuis.
- De voormalige Hervormde kerk, bijgenaamd kapel van Alphen, Sedert 1959 is hierin het Oudheidkundig Streekmuseum Alphen gevestigd.
- De Barbarakapel, aan de Goedentijd, uit 1932. Deze werd verplaatst in 1989 en nog eens in 2005, in beide gevallen wegens wegaanleg.
- De Belhamel, een bronzen beeld van een belhamel, vervaardigd door Toon Grassens. Op de heide werden vroeger veel hamels (gecastreerde rammen) gehouden. De leidinggevende hamel droeg een bel, vandaar de naam belhamel.
- Het Pestkerkhof, aangelegd buiten het dorp naar aanleiding van de pestepidemieën in 1604 en 1625, waarbij wel 500 (van de 1000) inwoners de dood vonden. Het bevond zich op grond die toebehoorde aan de Abdij van Tongerlo, aan de huidige Boslust. De locatie werd in 1934 teruggevonden door Pastoor Binck, die heemkundige was. Er werd een monumentje geplaatst dat geflankeerd wordt door twee kruisen. Deze gedenken de twee pastoors (Andreas Adriaensen en Joannes van den Heuvel) die overleden zijn ten gevolge van hun zorg voor de zieken. Het monument werd ontworpen door Jan Jacobs. Na de dood van pastoor Binck raakte het kerkhofje verwaarloosd, maar in 1987 werd het hersteld. Dit kerkhofje is uniek in Nederland. Het monument is echter niet op de originele locatie aangelegd, maar enkele honderden meters verderop.
- De Oude Parochiebegraafplaats ligt in de kom van Alphen. Ze is merkwaardig omdat de parochianen sinds 1940 werden begraven onder uniforme gemetselde grafmonumenten. Pastoor Binck was immers van mening dat alle mensen gelijk waren. Er is tevens een erehofje met de graven van de Alphense oorlogsslachtoffers en bij de gevechten in oktober 1944 gesneuvelde Poolse militairen. Hier bevindt zich ook het graf van pastoor Binck, uit 1971. De calvarieberg van het kerkhof heeft een gietijzeren kruis. Hier bevindt zich het graf van pastoor De Leeuw, de opvolger van Binck. In 1983 werd een nieuwe (algemene) begraafplaats aangelegd,  't Steenveld genaamd, en worden op de oude begraafplaats geen nieuwe overledenen meer begraven.
- De Sint-Willibrorduskapel[4] aan de Oude Maastrichtse Baan, op 1 km ten noordwesten van de kom, in het bos. Deze kapel werd gebouwd in 1939, ontworpen door Jos. Bedaux. De kapel werd zwaar beschadigd tijdens de gevechten in 1944, herbouwd in 1946 en gerestaureerd in 1975. Hier lag in de 19e eeuw een zogeheten Willibrordusput die gevoed werd door een kleine bron. Aan het water van deze bron werden geneeskrachtige eigenschappen toegeschreven. Kort na 1870 werd de put gedempt omdat er bijna iemand in verdronken was. Men heeft nog een nieuwe put gegraven van welks water de geneeskrachtige eigenschappen echter in twijfel werden getrokken. Om deze reden droogde de stroom bedevaartgangers omstreeks 1910 geheel op. Pastoor Willem Binck liet naar de oorspronkelijke put zoeken, die men ook vond in de vorm van een kuil met lemen rand, in de bodem waarvan water opwelde. Hiervan heeft men een nieuwe put gemaakt en daarbij een kapel met pompinstallatie gebouwd. Hij wilde de bedevaart in ere herstellen, maar dat is niet gelukt. Door de verlaging van de grondwaterstand in de jaren '80 van de 20e eeuw is de bron inmiddels opgedroogd.
- Grafheuvel uit 2500 v.Chr., één der grootste van Noord-Brabant. Ze is gelegen in het bosgebied ten zuiden van de buurtschap Kwaalburg, dat de Generaalsbossen wordt genoemd. Het is een ringwalheuvel, waarin opgravingen zijn verricht en die daarna gereconstrueerd is.

Zie ook:
- Lijst van rijksmonumenten in Alphen (Noord-Brabant)
- Lijst van gemeentelijke monumenten in Alphen (Noord-Brabant)

## Musea
- Het Oudheidkundig Streekmuseum Alphen is ondergebracht in de voormalige hervormde kerk van Alphen. Als basis voor de collectie dienden de oudheidkundige voorwerpen welke de Alphense pastoor Willem Binck had verzameld. In 1953 werd een Merovingisch grafveld te Alphen gevonden. Dit dateert uit 450-750. De voorwerpen daaruit werden aanvankelijk in het gemeentehuis bewaard. Het betrof glaswerk, sieraden, wapens en potten. Daarnaast zijn prehistorische urnen, gebruiksvoorwerpen en gereedschappen te vinden vanaf 2500 v.Chr., alsmede voorwerpen uit de Romeinse tijd. In 1959 werden ze ondergebracht in het voormalige Hervormde kerkje, dat in 1972 voor het publiek werd opengesteld.

## Natuur en landschap
Het grondgebied van Alphen bestaat voornamelijk uit naaldbos en heide-ontginning. Naar het noordwesten toe strekken zich de Chaamse Bossen uit, waarbinnen zich ook een aantal heiderestanten bevinden. In Alphen hebben deze bossen benamingen als Alphense Bergen en Koningsbosch.
Ten oosten van Alphen ligt landgoed De Hoevens. Verder naar het oosten ligt, deels op het grondgebied van Goirle, het natuurgebied Ooijevaarsnest met naar het noorden aansluitend de Regte Heide.
Bij Alphen ontspringt de Dorpswaterloop, die uitmondt in de Leij.
Een kilometer ten noorden van het dorp ligt de buurtschap 't Zand. Deze bestaat uit een bosrijke villawijk, een camping en een recreatiegebied met een grote zwemplas. De zwemplas is gratis toegankelijk maar op drukke zomerdagen dient wel voor het parkeren betaald te worden. Het recreatiegebied is in het laagseizoen in gebruik voor sportevenementen, bijvoorbeeld paardendressuur, -jumping en -cross, of mountainbiken.

## Economie
In de omgeving zijn enkele campings. Alphen heeft een bedrijventerrein met de naam Baarleseweg ten zuiden van het dorp.
Op woensdagmorgen van 10:00 tot 13:00 uur is er aan de van Leuvenlaan een markt.

## Onderwijs
- R.K. basisschool de Willibrordusschool

## Verenigingen
- Voetbalvereniging VV Viola
- Scoutingvereniging Stanislaskostka
- Tennisvereniging TC Alphen
- schuttersgilde Sint Willibrordusgilde
- Carnavalsstichting cs de Struivenbakkers
- Muziekvereniging Vlijt en Volharding

## Voorzieningen
- Den Heuvel (cultureel centrum)
- Gemeentehuis
- Woonzorgcentrum Thebe | De Hoogt

## Sport
Op zondag 21 augustus 2022 liep de route van de derde etappe (van Breda naar Breda) van de Ronde van Spanje 2022 door Alphen.

## Verkeer en vervoer

### Busvervoer
Lijn 137 van Arriva rijdt tussen Baarle-Nassau en Tilburg via Alphen.
Voorheen werd Alphen bediend door lijn 132 tussen Tilburg en Breda via De Gaarshof, maar deze lijn is per 27 augustus 2023 gesplitst in Baarle-Nassau, waardoor de verbinding met Breda vanuit Alphen niet meer zonder overstap mogelijk is.

### Doorgaande wegen
Het dorp ligt aan de N260 (Gilze - Baarle-Nassau).

### Spoorwegen
Van 1867 tot 1934 had Alphen een spoorwegstation aan de lijn van Tilburg naar Turnhout

## Geboren in Alphen
- Joseph Baeten (8 april 1893), bisschop
- Jelle Klaasen (17 oktober 1984), darter

## Nabijgelegen kernen
Baarle-Hertog, Baarle-Nassau, Chaam, Gilze, Nieuwkerk, Poppel en Riel.
Hoofdplaats: Alphen      Dorpen: Bavel (deels) · Chaam · Galder · Strijbeek · Ulvenhout (deels) 

Buurtschappen: Alphen-Oosterwijk · Anneville · Balleman · Boshoven · Boslust · Couwelaar · Chaamdijk · Dassemus · Druisdijk · Geersbroek · Ginderdoor  · Grazen · Heerstaaien · Heikant · Het Sas · Hondseind · Houtgoor · Kalishoek · Kerzel · Klooster · Kwaalburg · Leg · Looneind · Meijsberg · Notsel · Rakens · Snijders-Chaam · Terover · Venweg · 't Zand 

Noord-Brabant: Steden en dorpen      Nederland: Provincies · Gemeenten